# Kanton Villeneuve-le-Roi
Der Kanton Villeneuve-le-Roi war von 1967 bis 2015 ein französischer Wahlkreis im Arrondissement Créteil, im Département Val-de-Marne und in der Region Île-de-France; sein Hauptort war Villeneuve-le-Roi.

## Gemeinden
Der Kanton bestand aus zwei Gemeinden.
| Gemeinde          | Einwohner Jahr | Fläche km² | Bevölkerungsdichte | Code INSEE | Postleitzahl |
| ----------------- | -------------- | ---------- | ------------------ | ---------- | ------------ |
| Ablon-sur-Seine   | 5.388 (2013)   | 1,11       | 4854 Einw./km²     | 94001      | 94480        |
| Villeneuve-le-Roi | 20.481 (2013)  | 8,4        | 2438 Einw./km²     | 94077      | 94290        |